# Paul von Lettow-Vorbeck
Paul Emil von Lettow-Vorbeck (20. března 1870 Saarlouis – 9. března 1964 Hamburk) působil  v armádě německého císařství během první světové války. Velel jednotkám v kolonii Německá východní Afrika. Po roce 1919 působil jako spisovatel, koloniální revizionistický aktivista a politik.

## Životopis

### Rodina
Narodil se v Saarlouis do protestantské rodiny drobné šlechty. Jeho otec byl pruský generál pěchoty Paul Karl von Lettow-Vorbeck (1832–1919) a matka Marie, rozená von Eisenhart-Rothe (1842–1919) byla dcerou krajináře Ferdinanda von Eisenhart-Rothe Emilie von Loeper. Jeho strýci byli důstojníci Moritz Eduard von Lettow-Vorbeck (1835-1920) a Max Friedrich von Lettow-Vorbeck (1837-1912). Dne 5. března 1919 se oženil s Marthou Wallrothovou (1884–1953).

### Studium a počátek kariéry

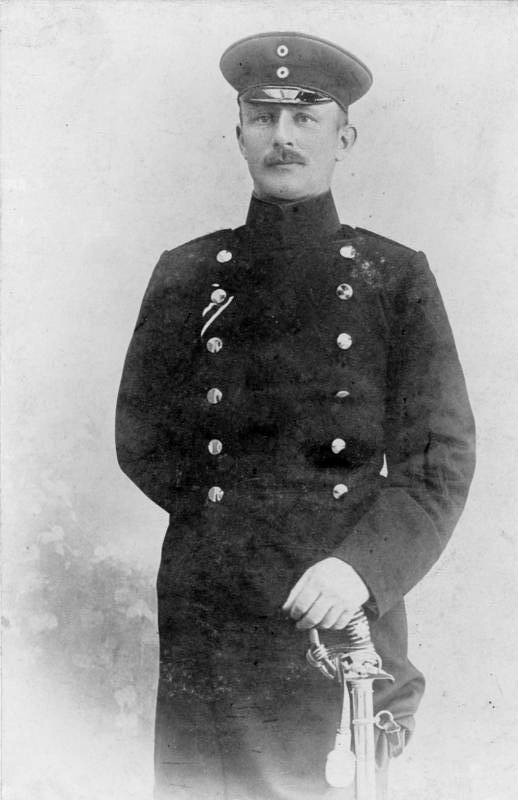
Paul von Lettow-Vorbeck v roce 1904

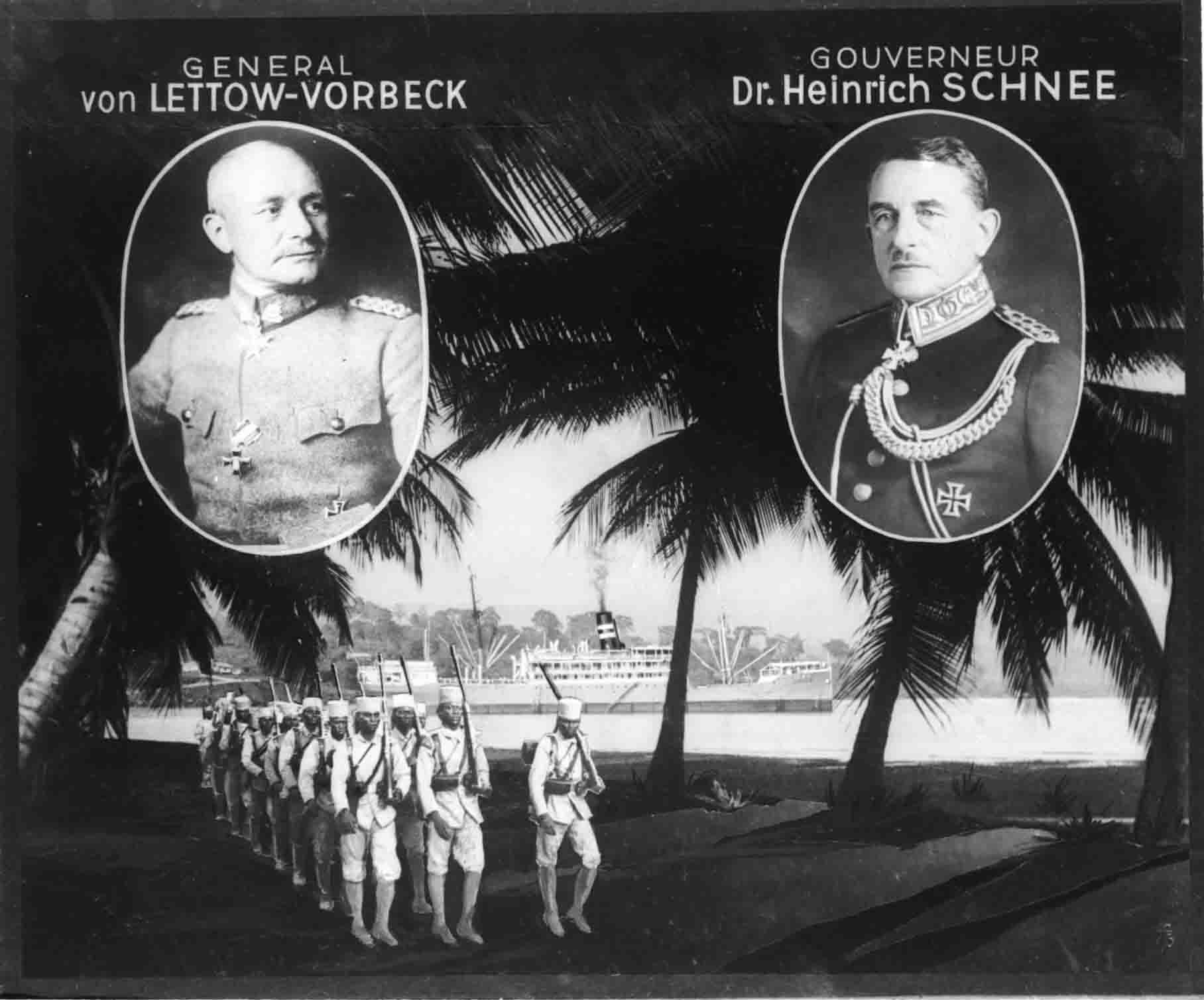
Propagační leták, generál Lettow-Vorbeck a poslední guvernér Německé Východní Afriky Dr. Heinrich Schnee

V letech 1881 až 1884 studoval na pomořanské vojenské akademii a následně na královském kadetním institutu v Berlíně-Lichterfelde (1884–1888). Byl vyřazen jako dělostřelecký důstojník s hodností kadet. O rok později byl povýšen na poručíka. V letech 1899–1900 pracoval na generálním štábu německé armády, kde se věnoval zpracování informací o německých i dalších koloniích. V letech 1900–1901 se jako pobočník První východoasijské pěší brigády zúčastnil ozbrojeného Boxerského povstání v Číně. Byl povýšen na kapitána. V letech 1904– 1908 se účastnil potlačování povstání Hottentotů a Hererů v Německé jihozápadní Africe jako velitel roty a první pobočník štábu velitele „Schutztruppe“ Lothara von Trotha. Mimo jiné se podílel na taktickém plánování bitvy u Waterbergu.

V lednu 1906 si v bitvě vážně poranil oko. Zotavoval se na dovolené v Jižní Africe. Již na podzim roku 1906 se vrátil do Německa a byl přidělen k Velkému generálnímu štábu. Byl povýšen na majora a jmenován pobočníkem generálního velitelství XI. armádního sboru. Dne 1. října 1913 získal hodnost podplukovníka a byl jmenován velitelem „německých koloniálních sil Schutztruppe“ v Kamerunu.

### Válečné působení v německé východní Africe

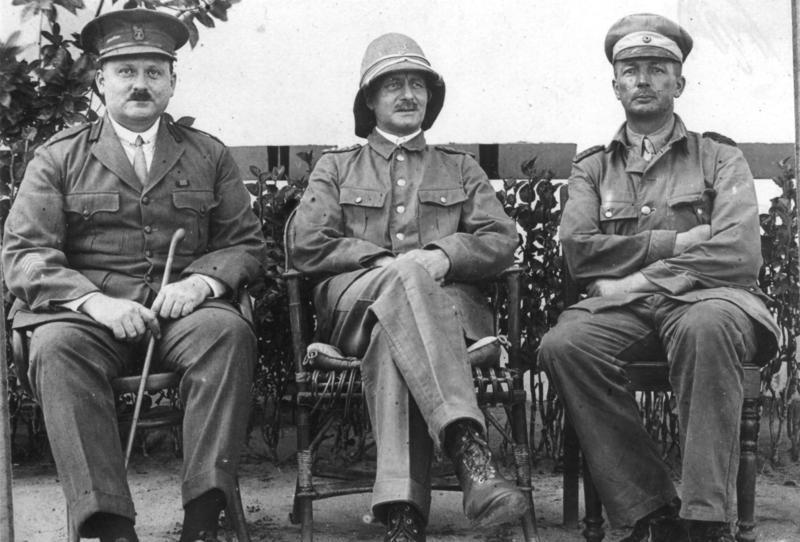
Generál von Lettow-Vorbeck (na obrázku uprostřed) v březnu 1919

Německá východní Afrika (Tanzanie, Burundi a Rwanda) pod vedením guvernéra Heinricha Schneeho (1871–1949) nebyla na konfrontaci se sousedními koloniemi vojensky připravena a po vypuknutí první světové války, dávala přednost neutrálnímu postoji. Podplukovník Paul von Lettow-Vorbeck však prosadil útočné akce proti britské Keni na severu a Belgickému Kongu na západě. Jeho jednotky se skládaly převážně z místních Askari. Pouze několik stovek Němců tvořilo důstojnický sbor. V polovině roku 1915 byli do jeho sil začleněni také přeživší z Königsbergu s lodním dělostřelectvem a posádkou Somálců.
Proti Britům se mu dařilo úspěšně udržet německou východní Afriku do roku 1916. V bitvě u Tanga odrazil pokus o vylodění početnější přesily Anglo-indické armády. Začátkem roku 1916 posílení Britové v Keni a Belgičané v Kongu zahájili ofenzívu a německé síly se postupně stahovaly a přesouvaly na jih. Paul von Lettow-Vorbeck byl povýšen na plukovníka a přešel na partyzánskou válku. Opakovaně unikal nepřátelským jednotkám, aby se vyhnul bitvě na otevřeném poli. V listopadu 1917 již jako generálmajor (povýšen po bitvě u Mahiwy) se stáhl z německé východní Afriky do Mosambiku (tehdejší portugalské východní Afriky) a se zbytky německých koloniálních jednotek pokračoval v partyzánské válce. V polovině roku 1918 s ohledem na britské posily v Mosambiku začal pochodovat zpět na sever do německé východní Afriky. Přes jih země se dostal do Severní Rhodesie. Zde se dozvěděl o příměří v Evropě. 
Válečnými rozkazy, které omezovaly luxusní koloniální život vyvolával často odpor mezi svými bílými podřízenými i mezi německou civilní správou. Hned po příjezdu do německé východní Afriky nesouhlasil s názory guvernéra Heinricha Schnea, který byl připraven ustupovat Britům. Paul von Lettow-Vorbeck se svými činy snažil, aby spojenecká vojska byla přemísťována z Evropy na africké válečné území. Podle historiků Joachima Zellera a Jürgena Zimmerera bylo nasazené jednotek Trojdohody v Africe nevýznamné ve srovnání s armádami bojujícími v Evropě. Navzdory velké přesile pokračoval ve strategickém boji, izolovaný od německé vlasti a byl jediným německým velitelem první světové války, který napadal britská území. 
Oblasti německé a portugalské východní Afriky byly během první světové války zdevastovány. Padly statisíce afrických civilistů. Násilně naverbovaní domorodí obyvatelé byli nuceni pracovat jako nosiči pro bojující síly. Byli špatně živeni, postrádali lékařskou péči a umírali hlady, vyčerpáním a nemocemi. Německý lékař Ludwig Deppe, který patřil k von Lettow-Vorbeckovu doprovodu, psal ve svých pamětech o zničených a vypleněných vesnicích. 

### Konec první světové války

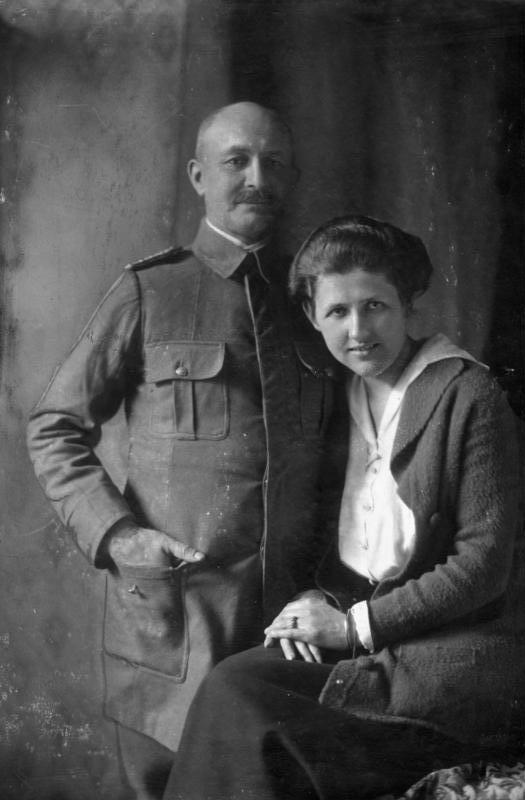
Paul von Lettow-Vorbeck s manželkou Marthou (1919)

Dne 13. listopadu 1918 se generálmajor Paul von Lettow-Vorbeck dozvěděl o uzavření příměří v Compiègne od zajatého britského motocyklisty, který měl doručit zprávu britským jednotkám. S ohledem na nedostatek komunikačních možností si nemohl nechat zprávu potvrdit německým vrchním velením. Příměří bylo potvrzeno 18. listopadu 1918 a německé jednotky 25. listopadu 1918 složily zbraně poblíž Abercornu jižně od jezera Tanganika. Jako oslavovaný válečný hrdina se generálmajor vrátil 2. března 1919 do Berlína v čele svých jednotek.

### Výmarská republika
Na jaře v roce 1919 se oženil s Marthou Wallrothovou. Vstoupil do Reichswehru a v dubnu téhož roku převzal vedení divize námořní pěchoty, která byla podřízena gardovému jezdeckému střeleckému sboru.
Pod vlivem napjaté politické nálady vypukly 23. června 1919 v Hamburku nepokoje podobné občanské válce. Dne 1. července 1919, i když se situace již výrazně zklidnila, odzbrojil oddíl Reichswehru pod vedením von Lettow-Vorbecka hamburské občany a ukončil nepokoje.  
Během října 1919 se přestěhoval do Schwerinu jako vůdce Reichswehr Brigade 9. Zde obdržel v roce 1920 od svého vojenského nadřízeného, generála Walthera von Lüttwitze, který patřil mezi představitele Kappova puče, rozkaz převzít výkonnou moc ve svobodných státech Meklenbursko-Schwerin a Mecklenburg-Strelitz, které se tak octly pod jeho velením. Sesadil vládu Mecklenburg-Schwerin, která nebyla ochotná spolupracovat a vzal její členy do ochranné vazby. Vyhlásil také stav obležení a stanné právo. Z Berlína požádal o podporu Roßbach Freikorps. Po neúspěšném puči a návratu říšské vlády se snažil své jednání omluvit. Dostal dovolenou a bylo proti němu zahájeno vyšetřování. Bylo prokázáno, že jednal v dobré víře. Dne 20. října 1920 byl propuštěn z Reichswehru s hodností generálporučíka a zůstalo mu právo na důchod s čestným právem nadále nosit uniformu.

### Období národního socialismu
Když byl jeho majetek znehodnocen inflací a důchod byl nepravidelně vyplácen, odešel s rodinou v létě 1920 do NiederGörne v Altmarku. Zde mu daroval jeho přítel Rudolf von Lucke panství. Narodili se zde i jeho první dva synové. Kromě důchodu a dědictví po rodičích rodinu živily příjmy z knih a přednášek o východoafrickém tažení a koloniích, které pořádaly různé organizace jako například Asociace pro němectví v zahraničí. Podle jeho životopisce Eckarda Michelse byla jeho politická orientace konzervativní až pravicově extremistická. Ve svém „koloniálním revizionismus“ požadoval návrat kolonií na základě „přelidnění“ Německa. 
Přátelé z Brémské koloniální pracovní skupiny ho pozvali do Brém, kde mu postavili dům, ve kterém v letech 1923 až 1945 žil. V Brémách pracoval například jako velkoobchodník pro společnost Konrad Keller & Cie, také působil v dozorčí radě berlínského Deutsche Aero Lloyd. Také pokračoval ve svých přednáškách. Narodily se mu dvě dcery. Nechal rozšířit a přestavět dům. Lettow-Vorbeckovi zaměstnávali pomocnou sílu v kuchyni a hospodyni. Vlastnili automobil a jezdeckého koně.
Na jaře 1928 byl nominován Německou národně lidovou stranou (DNVP) ve volebním obvodu 24 (Augsburg, Ingolstadt a Mnichov) jako kandidát pro volby do Říšského sněmu. Ve volbách 20. května 1928 utrpělo DNVP těžké ztráty. Přesto von Lettow-Vorbeck opustil svůj profesní život v Brémách a přestěhoval se do Říšského sněmu, kde během dvou let nezastával žádnou funkci. Byl loajální k prezidentovi Hindenburgovi. Po rozdělení strany v lednu 1930 se připojil k Konzervativní lidové straně (KVP) a kandidoval za KVP ve volbách do Říšského sněmu v roce 1930 ve třech volebních obvodech. Přestože patřil k prominentním osobám této strany, nezískal dostatečný počet hlasů a odešel z politiky. V prezidentských volbách v roce 1932 veřejně podporoval Hindenburga. 
Na pozvání britských veteránů z východoafrického tažení navštívil v roce 1929 jako čestný host Británii. Setkal se s Janem Christiaanem Smutsem, byl přijat na  audienci u prince z Walesu. Podporoval stavbu císařského koloniálního pomníku (dnes Antikoloniální pomník) v Brémách.
V roce 1933 neúspěšně žádal o vstup do NSDAP. Zato mu však vedení nacistického státu nabídlo vedení imperiálního koloniálního ministerstva, které odmítl. Dne 25. září 1933 byl jmenován do Brémské státní rady. V období nacistického Německa vystupoval jako hlavní postava komunity koloniálních vojáků a přednášel na shromážděních a vzpomínkových akcích, například ve Vratislavi (1936) nebo v Hamburku (1938). Na jeho aktivity v rámci vojenské koloniální propagandy pohlížely národně socialistické elity velmi odlišně. Například August von Mackensen jeho osobu navrhoval do popředí nacistické propagandy, naopak pro Josepha Goebbelse a další byla loajalita k černým Askari v rozporu s rasovou teorií.
V průběhu druhé světové války mu zemřel syn Rüdiger (1940) a o rok později jeho bratr Arnd. V roce 1945 zničil rodinný dům v Brémách nálet. Přestěhoval se do čtvrti Eutin a poté do Hamburku.
Podle biografie Uwe Schulte-Varendorffa byl Paul von Lettow-Vorbeck „militarista, který viděl vojáky jako nejvyšší formu lidské existence“. Během války jak ukazuje jeho nelítostné válčení ve východní Africe, mohl používat všechny dostupné prostředky včetně místních obyvatel. Černé domorodce považoval pouze za „lidský materiál“. Jako „autoritářský sebepropagátor“ a „člověk s absolutní mocí“ utvářel svou vlastní realitu ve svých „sebeoslavných spisech“. 

## Vyznamenání a ocenění
- Pour le Mérite - 4. listopad, 1916
- Dubové ratolesti k Pour le Mérite - 10. říjen, 1917
- Pruský železný kříž I. třídy (první světová válka)
- Pruský železný kříž II. třídy (první světová válka)
- Pruský řád koruny III. třídy s meči (první světová válka)
- Rytířský kříž královského řádu württemberské koruny se lvem (první světová válka)
- Pruský řád červené orlice IV. třídy s meči a korunou (první světová válka)
- Rakouský řád železné koruny II. třídy s meči (první světová válka)
- Královský bavorský záslužný řád IV. třídy s meči (první světová válka)
- Královský bavorský záslužný řád IV. třídy s korunou (první světová válka)
- Velitelský kříž vévodského sasko-arnoštského domácího řádu II. třídy (první světová válka)
- Brémský hanzovní kříž (první světová válka)
- Odznak za zranění v černém (první světová válka)
- Ruský řád svatého Stanislava III. třídy s meči
- Vyznamenání za 25 let armádní služby